# MBLAQ
Az MBLAQ dél-koreai fiúegyüttes, melynek tagjait Rain válogatta össze. Két év gyakornokság után, 2009-ben debütáltak Just BLAQ című albumukkal. Nevük a Music Boys Live in Absolute Quality rövidítése.
2014 decemberében Lee Joon és Thunder kiváltak az együttesből.

## Tagok
| Művésznév | Születési név         | Születési dátum             |
| --------- | --------------------- | --------------------------- |
| Seungho   | 양승호 Jang Szungho   | 1987. október 16. (37 éves) |
| G.O.      | 정병희 Csang Bjonghi  | 1987. november 6. (37 éves) |
| Mir       | 방철용 Pang Csholjong | 1991. március 10. (34 éves) |

## Korábbi tagok
| Művésznév | Születési név        | Születési dátum            |
| --------- | -------------------- | -------------------------- |
| Lee Joon  | 이창선 I Cshangszon  | 1988. február 7. (37 éves) |
| Thunder   | 박상현 Pak Szanghjon | 1990. október 7. (34 éves) |

## Diszkográfia
- Just BLAQ (2009, single-album)
- Y (2010, középlemez)
- Mona Lisa (2011, középlemez)
- BLAQ Style (2011, nagylemez)
- 100% Ver. (2012, középlemez)
- Sexy Beat (2013, középlemez)